# Frejlinija
Frejlinija (lat. Freylinia), biljni rod strupnikovki smješten u tribus Teedieae, dio potporodice Buddlejoideae.. Sastoji se od 10 vrsta grmova iz južne tropske i Južne Afrike. 

## Etimologija
Rod je dobio ime po grofu L. de Freylinu, vlasniku poznatog vrta u Buttiglieri kod Marenga početkom 19. stoljeća.

## Opis
Opisan  je u Hortus Ripulensis 56. 1824. Tipična vrsta je Freylinia cestroides Colla, sinonim za Freylinia lanceolata.
Freylinie su grmovi. Uz tipičnu, Postoji još devet drugih vrsta Freylinia u Južnoj Africi, od kojih su neke, uključujući F. tropica (“plava freylinia”) i F. lanceolata (“medena zvona”) atraktivne vrtne biljke.

## Vrste
1. Freylinia brevistyla J.C.Manning & Helme
2. Freylinia crispa van Jaarsv.
3. Freylinia densiflora Benth.
4. Freylinia helmei van Jaarsv.
5. Freylinia lanceolata (L.f.) G.Don
6. Freylinia longiflora Benth.
7. Freylinia tropica S.Moore
8. Freylinia undulata (L.f.) Benth.
9. Freylinia visseri van Jaarsv.
10. Freylinia vlokii van Jaarsv.

## Vanjske poveznice
- Gardenia